# Argynnis
Argynnis är ett släkte pärlemorfjärilar i familjen praktfjärilar vars arter alla återfinns på norra halvklotet. De är stora, snabba fjärilar vars larver föredrar olika typer av violväxter. Vanligen övervintrar larven fullt utvecklad i ägget. Det finns 38 arter i släktet.